# 영암 영보정
영암 영보정(靈岩 永保亭)은 대한민국 전라남도 영암군 덕진면 영보리에 있는 조선시대의 정자 건축물이다.
1987년 1월 15일 전라남도의 기념물 제104호로 지정되었으며, 2019년 11월 14일 대한민국의 보물로 지정 예고를 거쳐, 2019년 12월 30일 대한민국의 보물 제2054호로 승격되었다.

## 개요
영보정은 연촌 최덕지(1384∼1455) 선생이 관직을 떠난 후 영암의 영보촌에 내려가 학문 연구에 몰두하면서 사위 신후경과 함께 지은 정자이다.
최덕지 선생은 조선 전기 문신으로 학식이 높고 행동이 단정하여 사람들로부터 존경을 받았으며, 많은 저서를 남겼으나 불타버려서 한 권만 남아 있고 여러 현인들의 논설만 전하고 있다.
처음 있던 정자는 황폐화되어서 최정과 신천익(1592∼1661)이 지금 있는 자리로 옮겨 지었다.
정자는 앞면 5칸·옆면 3칸 규모이며, 지붕은 옆면에서 볼 때 여덟 팔(八)자 모양인 팔작지붕이다. 현판은 한석봉이 쓴 것이라고 전한다.
영보정은 일제시대 때 청소년들에게 항일구국정신을 교육한 장소로 역사적 의미가 크며, 해마다 5월 5일에 풍향찰(豊鄕察)이라는 마을 축제가 이곳에서 열리고 있다.

## 보물 지정사유
「영암 영보정」은 향촌사회가 재편되어가던 15세기 중반 혹은 후반에 이곳에 정착한 전주최씨와 거창신씨 일족에 의하여 창건되고, 임진, 정유의 왜란 이후 1635년(인조 13) 경 중건되었으며, 이후 보수를 거쳐 현재에 이르고 있는 영암 지역의 대표적인 누정이다. 이웃한 장암정과 함께 동계(洞契)의 회합장소로 사용되었던 곳으로 향약 정자로서 보기드문 희소성을 가지고 있다.
민간이 운영한 향촌의 누정으로서는 보기 드물게 큰 규모를 가지고 있고 누정으로서 역시 유례를 찾기 어려운 높은 마루를 가지고 있으며, 후면열의 중앙에 구분된 방을 두는 독특한 평면형식을 가지고 있다. 또한 전면과 양측면, 그리고 후면을 서로 구분한 창호와 난간 등의 건축적 장치, 익공(새 날개처럼 뾰족하게 생긴 공포)과 화반(포와 포 사이에 놓여 장혀를 받치고 있는 부재), 대공(종보 위에 놓여 종도리를 받고 있는 부재) 등의 건축적 장식 등에서 등급을 나누어 다양성을 드러내고 있는 등 우리나라 누정 건축의 형식 발달사에 중요한 증거가 되고 있다.
한편, 영보정이 지닌 입면의 비례감, 목재조각의 정교함, 휘어진 목재를 직선으로 만드는 기법 등의 조형성과 기술성이 우수하여 전통적인 목재 가공과 관련된 연구에 귀중한 자료로 활용될 수 있어 학술적 가치가 높다.
이처럼 영보정은 조선후기 동계의 회합장소로서 향촌사회의 한 단면을 실증적으로 보여주는 중요한 공간인 점, 1630년 경 조성된 오랜 건립 역사가 있는 점, 정교하게 짜인 익공식, 다양한 유형의 화반 배치, 간략하면서도 기능적 구조의 가구형식 등 건축구조와 양식 측면의 독특한 점에서 국가지정문화재(보물)로 승급하기에 충분하다.

## 참고 자료
- 영암 영보정 - 국가유산청 국가유산포털